# Carlos Guzmán-Böckler

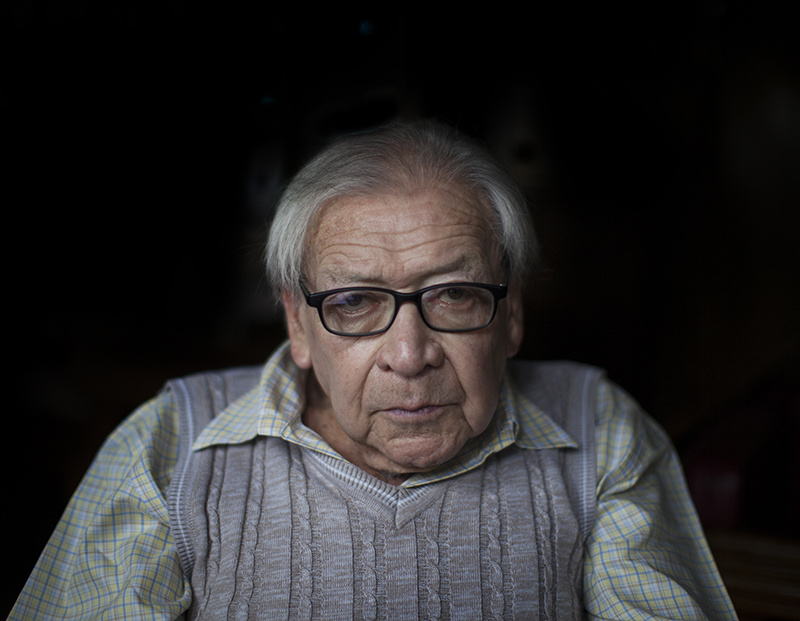
Carlos Guzmán-Böckler (1930-2017).
Foto: Sandra Sebastián

Carlos Guzmán-Böckler (Jalapa, Guatemala, 6 de agosto de 1930 - San Lucas Sacatepéquez, 31 de enero de 2017) fue un abogado y sociólogo guatemalteco, autor de varias obras centrales para la comprensión del desarrollo de la sociología y antropología en la Guatemala del siglo XX y siglo XXI, así como para el movimiento de reivindicación étnica conocida como Movimiento Maya. Su trabajo se centró principalmente en el estudio de las relaciones interétnicas entre indígenas y ladinos en Guatemala.

## Biografía
Carlos Guzmán-Böckler nació el 6 de agosto de 1930 en Jalapa, departamento del oriente de Guatemala. Su niñez transcurrió en la Antigua Guatemala, junto a su madre, que en virtud de los tratados vigentes se consideraba alemana, a pesar de haber nacido en Guatemala. Ella trabajaba como docente y traductora jurada, gracias a su formación en colegios de Alemania y el Reino Unido. A raíz de un accidente sufrido por su hermana, se trasladan de la Antigua Guatemala a la ciudad capital. De niño estudió en el Colegio Alemán de Guatemala, hasta que éste fue cerrado durante la II Guerra Mundial. Con la inminente amenaza de expulsión de todo ciudadano alemán, se dejó de hablar ese idioma en su casa y su madre vendió sus propiedades antes que fueran congeladas. No obstante, al momento de formar los contingentes para internación en Canadá se consideró a la familia como guatemalteca por haberse casado con un ciudadano del país y tener hijos igualmente nacidos en el mismo.
Refiere el autor que ingresó a la Facultad de Derecho de la Universidad de San Carlos de Guatemala, por ser la única opción humanista, pues “nunca [le] satisfizo la cuestión esta del derecho, aunque [ganó] los cursos y todo” (entrevista). En su tiempo de estudiante trabajó en los Tribunales, en el Juzgado de Primera instancia, y luego fue nombrado Juez Séptimo de Paz de la ciudad de Guatemala, donde ejercía al momento de la caída de Jacobo Arbenz Guzmán. En este tiempo, no tuvo más remedio que esperar pacientemente a que le relevaran, tragándose su descontento ante el nuevo orden. Fue dirigente estudiantil de la Asociación de Estudiantes “El Derecho”, pero nunca ingresó al Partido Guatemalteco del Trabajo (PGT), como varios de sus compañeros.
Tras graduarse se interesó por cuestiones laborales y fue por, dos años, abogado del SAMF (Sindicato de Acción y Mejoramiento Ferrocarrilero), y luego del sindicato del Banco Agrícola-Mercantil. No satisfecho con este trabajo, en 1959 aplicó a una beca en la recién creada Facultad Latinoamericana de Ciencias Sociales en Chile, donde completó la Maestría en la Enseñanza e Investigación Universitarias en Sociología. Fue ahí donde leyó por primera vez a Max Weber, que tendría una profunda influencia en su obra. De regreso en Guatemala, se alejó de la abogacía, dedicándose cada vez más a la enseñanza. Cuando unos años después, la Universidad de San Carlos de Guatemala abrió la Escuela de Estudios Generales, se le encomendó el diseño y la enseñanza de la cátedra de Ciencias Sociales, pudiendo al fin aplicar lo aprendido en Chile.
En 1965 salió a París para completar un posgrado en sociología en la Universidad de Montpellier. Allí escuchó las clases del profesor Touraine. En 1969 partió de nuevo a París, esta vez para completar el programa de doctorado en Sociología, y no en Antropología Social, como se ha dicho, bajo la dirección de Georges Balandier en la VI Sección de la Escuela Práctica de Altos Estudios. En 1970 se publicó en México su obra “Guatemala: una interpretación histórico-social”. El libro fue el resultado, por una parte, de profundas reflexiones de Guzmán-Böckler, y del trabajo de campo hecho por Jean-Loup Herbert en Santa María Chiquimula, comunidad indígena de Guatemala. Pero no solo la extrema derecha azuzó a las fuerzas represivas contra ellos; también la izquierda política ortodoxa descalificó sus planteamientos, mediante la circulación de panfletos, alegando que la lucha verdadera de clases solo podía darse entre la burguesía y el proletariado, y no entre ladino e indígena, como ellos proponían.
En 1972 viajó de nuevo a París, para defender su tesis doctoral. De regreso en Guatemala, mantuvo largos diálogos con el comandante Rodrigo Asturias Amado, apodado Gaspar Ilom, hijo de Miguel Ángel Asturias y dirigente de la Organización Revolucionaria del Pueblo en Armas (ORPA), lo que llevó a la publicación en español de su tesis, con el nombre de “Colonialismo y Revolución”, ganando el premio al mejor libro del año de la Asociación de Periodistas de Guatemala. En 1977, se enteró de que el gobierno fraguaba su muerte, por lo que, mediante el comandante Gaspar Ilóm, logró una plaza en el CIS-INAH en México (que luego sería el CIESAS) donde coordinó proyectos de investigación antropológica. El proyecto más importante fue la formación de los primeros lingüistas indígenas en México, siendo una de “las mejores experiencias de [su] vida”. Luego, se trasladó, junto con la sede de CIESAS, a San Cristóbal de las Casas, donde hubo de retirarse en 1997 por problemas de la vista.

## Obra y pensamiento
La interpretación marxista que Guzmán-Böckler hace de la sociedad guatemalteca, difiere del marxismo ortodoxo en no considerar que la principal contradicción se da entre la burguesía y el proletariado, sino entre ladinos e indígenas.  De esta manera, “la relación ladinos-indígenas constituye una relación de clase”, que es la contradicción dominante en la sociedad guatemalteca. Esta contradicción básica abarca “tanto las desigualdades económicas, como a la discriminación racial” y es herencia de la sociedad colonial en que se fraguó como justificación ideológica de las relaciones económicas del modo de producción colonial.
El modo de producción colonial es la infraestructura sobre la cual ha descansado la estructura social guatemalteca desde la invasión colonial española. Se trata de la extracción de productos agrícolas cultivados extensamente en latifundios trabajados por mano de obra barata, masiva y estacional. Estos productos se exportan como materias primas a una metrópoli en el mercado internacional capitalista, que fija los precios y volumen de las exportaciones. El intermediario entre la metrópoli y la mano de obra se ubica en los centros urbanos y no tiene sino una pequeña posibilidad de acumular capital, pues la mayoría de excedentes los absorbe la metrópoli de turno, produciendo un empobrecimiento generalizado de la población dominada (mano de obra indígena) que acrece su dependencia con respecto al acumulador parcial y, luego, al acumulador final. Este último, mediante la cooperación internacional evita que el sistema colapse, manteniéndole al “límite de sus posibilidades”. Internamente, el racismo es la ideología que justifica este sistema.
Para Guzmán-Böckler, los ladinos-urbanos están tan alienados de su propia historia que, para la derecha, no existe racismo, y para la izquierda, solo las diferencias económicas cuentan, y las diferencias raciales son producto de éstas, lo que es una forma de ser racista, sin confesarlo, según Guzmán-Böckler. Nuestra sociedad depende ideológicamente de ideas extranjeras que acepta sin cuestionar. El marxismo ortodoxo es una de ellas, puesto que se ha aplicado sin cuestionar que el contexto guatemalteco es sumamente distinto al europeo. En Guatemala, por ejemplo, no aplican los modelos de sociedades industriales, pues el proceso de industrialización fue muy distinto al europeo. La principal contradicción en nuestra sociedad debe buscarse en las relaciones interétnicas y no entre clases sociales propiamente dichas.
Sin embargo, cuando Guzmán-Böckler escribía, la Izquierda política colonizada seguía siendo un sostén del sistema bicolonial, pues se componía solamente de ladinos-urbanos que consideraban que naturalmente lescorrespondía la dirección de la sociedad y una posición rectora ante los indígenas. El movimiento revolucionario no podría triunfar a menos que lograra una amplia participación de la población indígena y para esto, era necesario que el ladino se desalienara, arrancando de raíz el racismo que le impedía concebir al indígena como dirigente guerrillero.
En el 2006, su biblioteca particular especializada en ciencias sociales fue incorporada al acervo documental del Centro de Formación de la Cooperación Española en La Antigua Guatemala. El Fondo Guzmán-Böckler está integrado por cerca de 15.000 registros, en español, francés y alemán.

## El ladino como ser ficticio
Carlos Guzmán-Böckler plantea por primera vez, las profundas contradicciones en la identidad del ladino, quien se define por exclusión y negación del otro: ladino, entonces, es el que niega ser indígena. Para Guzmán-Böckler, en Guatemala los ladinos son una clase alienada que necesita una toma de conciencia para “desladinizarse”. siendo la alienación del ladino uno de los logros más completos de la colonización española. Su desalienación implicaría un mayor conocimiento de su historia, y la conciencia de ser el resultado de un proceso dialéctico en su relación con el indígena.
El ladino se percibe distinto del occidental, a quien admira, pero también ve diferencias irreconciliables con el indio, y entonces se encierra en sí mismo, en las áreas urbanas, y en una visión del mundo en que solo cabe su historia, con sus héroes y sus mentiras. Niega la participación del indio en la construcción de su nación, y de su propia identidad. Así, el ladino sería extranjero en su propio país: desconoce a más de la mitad de su población (la indígena), y a la vez, en su papel de intermediario en el sistema de producción colonial, no puede agenciarse de una identidad que le sea propia. Por esto, opta por acercarse al habitante de la metrópoli, que lo discrimina, y diferenciarse del indígena. Esto nunca podrá hacerlo porque evidentemente es mestizo, y muy lejano del modelo blanco y rubio que tanto admira. El hecho que el ladino no pueda acercarse a su propio modelo de belleza es fuente de fuertes frustraciones que lo hacen un fugitivo de sí mismo, buscando otras maneras de representar su adhesión al tipo de la metrópolis, ya sea en el hablar, el vestir, el pensar, o en el querer representar lo que es de otros.
fue un señor chato